# Stupeň B1063 Falconu 9
Stupeň B1063 Falconu 9 je první stupeň rakety Falcon 9, vyráběné společností SpaceX, jedná se o osmnáctý vyrobený exemplář verze Block 5. Dne 24. srpna 2020 byl se stupněm proveden statický zažeh na základně McGregor. Poprvé letěl na misi s družicí Sentinel 6A z Vandenbergovy základny v Kalifornii.
V polovině března byl stupeň přepraven z Kalifornie na Floridu s několika odmontovanými motory. Druhý start tohoto stupně a zároveň první z Floridy byl proveden 26. května 2021, kdy byly vyneseny družice Starlink.

## Přehled letů
| Číslo použití | Datum startu (UTC) | Let číslo | Náklad          | Start | Místo startu | Přistání | Místo přistání | Poznámky |
| ------------- | ------------------ | --------- | --------------- | ----- | ------------ | -------- | -------------- | -------- |
| 1             | 21. listopadu 2020 | 99        | Sentinel 6A     |       | VAFB SLC-4E  |          | LZ-4           |          |
| 2             | 26. května 2021    | 119       | Starlink v1-L28 |       | CCAFS SLC-40 |          | JRTI           |          |